# Водне поло на Чемпіонаті світу з водних видів спорту 2022 — жіночий турнір
Жіночий турнір з водного поло на Чемпіонаті світу з водних видів спорту 2022 тривав з 20 червня до 2 липня 2022 року. Це був 15-й за ліком жіночий турнір з водного поло від 1986 року, коли змагання жінок з цього виду спорту увійшли до програми чемпіонатів світу.

## Кваліфікація
| Дисципліна                                                | Дати                       | Господарі | Квота | Кваліфікація(ї)                               |
| --------------------------------------------------------- | -------------------------- | --------- | ----- | --------------------------------------------- |
| Країна-господарка                                         | Н/Д                        | Н/Д       | 1     | Угорщина                                      |
| Олімпійські ігри 2020                                     | 24 липня — 7 серпня 2021   | Токіо     | 4+1   | США Іспанія Росія Австралія Нідерланди Канада |
| Світова ліга 2020                                         | 14– 19 червня 2020         | Афіни     | 0     | —                                             |
| Чемпіонат Європи 2020                                     | 12–25 січня 2020           | Будапешт  | 3     | Італія Греція Франція                         |
| Міжконтинентальний кубок 2022 (американська кваліфікація) | 7–13 березня 2022          | Ліма      | 2     | Бразилія Аргентина                            |
| Азійські ігри 2018                                        | 16 серпня — 1 вересня 2018 | Джакарта  | 2     | КНР Японія Казахстан Таїланд                  |
| Африканський відбір                                       | Н/Д                        | Н/Д       | 1     | ПАР                                           |
| Океанський відбір                                         | Н/Д                        | Н/Д       | 1     | Нова Зеландія                                 |
| Вайлд-кард                                                | Н/Д                        | Н/Д       | 1     | Колумбія                                      |
| Загалом                                                   |                            |           | 16    |                                               |

Росію усунули від змагань через російське вторгнення в Україну (2022).

Китай і Японія знялися з турніру перед його початком.

## Розподіл за групами
Жеребкування відбулося 12 квітня 2022 року.

## Груповий етап

### Група A
| Поз | Команда      | І | В | Н | П | ГЗ | ГП | РГ  | О | Кваліфікація |
| --- | ------------ | - | - | - | - | -- | -- | --- | - | ------------ |
| 1   | Італія       | 3 | 2 | 1 | 0 | 48 | 21 | +27 | 5 | Чвертьфінали |
| 2   | Угорщина (H) | 3 | 2 | 0 | 1 | 55 | 21 | +34 | 4 | Плей-оф      |
| 3   | Канада       | 3 | 1 | 1 | 1 | 36 | 20 | +16 | 3 | Плей-оф      |
| 4   | Колумбія     | 3 | 0 | 0 | 3 | 11 | 88 | −77 | 0 |              |

| 20 червня 2022 19:30 | протокол | Канада                                   | 7 – 7 | Італія     | Національний плавальний басейн імені Альфреда Хайоша, Будапешт Арбітр: Георгіос Ставрідіс (ГРЕ), Ендрю Карні (АВС) |
| 20 червня 2022 19:30 | протокол | Рахунок за періодами: 2–4, 3–2, 1–1, 1–0 |       |            | Національний плавальний басейн імені Альфреда Хайоша, Будапешт Арбітр: Георгіос Ставрідіс (ГРЕ), Ендрю Карні (АВС) |
| 20 червня 2022 19:30 | протокол | Маккелві, Райт 2                         | Голів | Джустіні 2 | Національний плавальний басейн імені Альфреда Хайоша, Будапешт Арбітр: Георгіос Ставрідіс (ГРЕ), Ендрю Карні (АВС) |

| 20 червня 2022 21:00 | протокол | Угорщина                                  | 35 – 4 | Колумбія  | Національний плавальний басейн імені Альфреда Хайоша, Будапешт Арбітр: Паскаль Буше (ФРА), Маро Савинович (ХОР) |
| 20 червня 2022 21:00 | протокол | Рахунок за періодами: 8–2, 12–0, 7–0, 8–2 |        |           | Національний плавальний басейн імені Альфреда Хайоша, Будапешт Арбітр: Паскаль Буше (ФРА), Маро Савинович (ХОР) |
| 20 червня 2022 21:00 | протокол | Рибанська 6                               | Голів  | Ванегас 2 | Національний плавальний басейн імені Альфреда Хайоша, Будапешт Арбітр: Паскаль Буше (ФРА), Маро Савинович (ХОР) |

| 22 червня 2022 19:30 | протокол | Колумбія                                 | 2 – 22 | Канада     | Національний плавальний басейн імені Альфреда Хайоша, Будапешт Арбітр: Анбар Анбар (КУВ), Діон Вілліс (ПАР) |
| 22 червня 2022 19:30 | протокол | Рахунок за періодами: 1–3, 1–5, 0–7, 0–7 |        |            | Національний плавальний басейн імені Альфреда Хайоша, Будапешт Арбітр: Анбар Анбар (КУВ), Діон Вілліс (ПАР) |
| 22 червня 2022 19:30 | протокол | Ортега, Рестрепо 1                       | Голів  | Маккелві 5 | Національний плавальний басейн імені Альфреда Хайоша, Будапешт Арбітр: Анбар Анбар (КУВ), Діон Вілліс (ПАР) |

| 22 червня 2022 21:00 | протокол | Італія                                   | 10 – 9 | Угорщина | Національний плавальний басейн імені Альфреда Хайоша, Будапешт Арбітр: Борис Магрета (СЛО), Ендрю Карні (АВС) |
| 22 червня 2022 21:00 | протокол | Рахунок за періодами: 3–4, 2–2, 3–1, 2–2 |        |          | Національний плавальний басейн імені Альфреда Хайоша, Будапешт Арбітр: Борис Магрета (СЛО), Ендрю Карні (АВС) |
| 22 червня 2022 21:00 | протокол | Авеньйо, Марлетта 2                      | Голів  | Паркеш 3 | Національний плавальний басейн імені Альфреда Хайоша, Будапешт Арбітр: Борис Магрета (СЛО), Ендрю Карні (АВС) |

| 24 червня 2022 19:30 | протокол | Італія                                    | 31 – 5 | Колумбія   | Національний плавальний басейн імені Альфреда Хайоша, Будапешт Арбітр: Анбар Анбар (КУВ), Діон Вілліс (ПАР) |
| 24 червня 2022 19:30 | протокол | Рахунок за періодами: 5–2, 7–0, 6–2, 13–1 |        |            | Національний плавальний басейн імені Альфреда Хайоша, Будапешт Арбітр: Анбар Анбар (КУВ), Діон Вілліс (ПАР) |
| 24 червня 2022 19:30 | протокол | Авеньйо 6                                 | Голів  | Рестрепо 2 | Національний плавальний басейн імені Альфреда Хайоша, Будапешт Арбітр: Анбар Анбар (КУВ), Діон Вілліс (ПАР) |

| 24 червня 2022 21:00 | протокол | Угорщина                                 | 11 – 7 | Канада     | Національний плавальний басейн імені Альфреда Хайоша, Будапешт Арбітр: Міхіл Зварт (НІД), Франк Оме (НІМ) |
| 24 червня 2022 21:00 | протокол | Рахунок за періодами: 2–1, 3–3, 4–0, 2–3 |        |            | Національний плавальний басейн імені Альфреда Хайоша, Будапешт Арбітр: Міхіл Зварт (НІД), Франк Оме (НІМ) |
| 24 червня 2022 21:00 | протокол | Кестельї 3                               | Голів  | McKelvey 3 | Національний плавальний басейн імені Альфреда Хайоша, Будапешт Арбітр: Міхіл Зварт (НІД), Франк Оме (НІМ) |

### Група B
| Поз | Команда    | І | В | Н | П | ГЗ | ГП | РГ  | О | Кваліфікація |
| --- | ---------- | - | - | - | - | -- | -- | --- | - | ------------ |
| 1   | США        | 3 | 3 | 0 | 0 | 58 | 12 | +46 | 6 | Чвертьфінали |
| 2   | Нідерланди | 3 | 2 | 0 | 1 | 58 | 18 | +40 | 4 | Плей-оф      |
| 3   | Аргентина  | 3 | 1 | 0 | 2 | 16 | 58 | −42 | 2 | Плей-оф      |
| 4   | ПАР        | 3 | 0 | 0 | 3 | 9  | 53 | −44 | 0 |              |

| 20 червня 2022 18:00 | протокол | ПАР                                       | 2 – 24 | США           | Дебреценський спортивний басейн, Дебрецен Арбітр: Меґан Перрі (НЗЛ), Іван Ракович (СРБ) |
| 20 червня 2022 18:00 | протокол | Рахунок за періодами: 0–7, 0–10, 1–3, 1–4 |        |               | Дебреценський спортивний басейн, Дебрецен Арбітр: Меґан Перрі (НЗЛ), Іван Ракович (СРБ) |
| 20 червня 2022 18:00 | протокол | Мехам, Зондо 1                            | Голів  | Гаралабідіс 5 | Дебреценський спортивний басейн, Дебрецен Арбітр: Меґан Перрі (НЗЛ), Іван Ракович (СРБ) |

| 20 червня 2022 19:30 | протокол | Нідерланди                               | 29 – 6 | Аргентина | Дебреценський спортивний басейн, Дебрецен Арбітр: Гарві Гіндс (КЮР), Едгар Барон (КОЛ) |
| 20 червня 2022 19:30 | протокол | Рахунок за періодами: 8–1, 8–1, 6–2, 7–2 |        |           | Дебреценський спортивний басейн, Дебрецен Арбітр: Гарві Гіндс (КЮР), Едгар Барон (КОЛ) |
| 20 червня 2022 19:30 | протокол | Ван де Кратс 5                           | Голів  | Руїс 3    | Дебреценський спортивний басейн, Дебрецен Арбітр: Гарві Гіндс (КЮР), Едгар Барон (КОЛ) |

| 22 червня 2022 18:00 | протокол | Аргентина                                | 7 – 6 | ПАР     | Дебреценський спортивний басейн, Дебрецен Арбітр: Аділ Аймбетов (КАЗ), Едгар Барон (КОЛ) |
| 22 червня 2022 18:00 | протокол | Рахунок за періодами: 1–1, 1–2, 3–1, 2–2 |       |         | Дебреценський спортивний басейн, Дебрецен Арбітр: Аділ Аймбетов (КАЗ), Едгар Барон (КОЛ) |
| 22 червня 2022 18:00 | протокол | Леонард 3                                | Голів | Воген 2 | Дебреценський спортивний басейн, Дебрецен Арбітр: Аділ Аймбетов (КАЗ), Едгар Барон (КОЛ) |

| 22 червня 2022 19:30 | протокол | США                                      | 11 – 7 | Нідерланди                | Дебреценський спортивний басейн, Дебрецен Арбітр: Іван Ракович (СРБ), Меґан Перрі (НЗЛ) |
| 22 червня 2022 19:30 | протокол | Рахунок за періодами: 3–2, 3–1, 3–2, 2–2 |        |                           | Дебреценський спортивний басейн, Дебрецен Арбітр: Іван Ракович (СРБ), Меґан Перрі (НЗЛ) |
| 22 червня 2022 19:30 | протокол | Масселмен 4                              | Голів  | Ван де Кратс, Молуейзен 2 | Дебреценський спортивний басейн, Дебрецен Арбітр: Іван Ракович (СРБ), Меґан Перрі (НЗЛ) |

| 24 червня 2022 18:00 | протокол | США                                      | 23 – 3 | Аргентина       | Дебреценський спортивний басейн, Дебрецен Арбітр: Гарві Гіндс (КЮР), Меґан Перрі (НЗЛ) |
| 24 червня 2022 18:00 | протокол | Рахунок за періодами: 6–0, 5–0, 6–2, 6–1 |        |                 | Дебреценський спортивний басейн, Дебрецен Арбітр: Гарві Гіндс (КЮР), Меґан Перрі (НЗЛ) |
| 24 червня 2022 18:00 | протокол | Гаралабідіс, Вебер 4                     | Голів  | троє гравчинь 1 | Дебреценський спортивний басейн, Дебрецен Арбітр: Гарві Гіндс (КЮР), Меґан Перрі (НЗЛ) |

| 24 червня 2022 19:30 | протокол | Нідерланди                               | 22 – 1 | ПАР        | Дебреценський спортивний басейн, Дебрецен Арбітр: Іван Ракович (СРБ), Едгар Барон (КОЛ) |
| 24 червня 2022 19:30 | протокол | Рахунок за періодами: 5–1, 4–0, 7–0, 6–0 |        |            | Дебреценський спортивний басейн, Дебрецен Арбітр: Іван Ракович (СРБ), Едгар Барон (КОЛ) |
| 24 червня 2022 19:30 | протокол | Молуейзен 5                              | Голів  | Версфелд 1 | Дебреценський спортивний басейн, Дебрецен Арбітр: Іван Ракович (СРБ), Едгар Барон (КОЛ) |

### Група C
| Поз | Команда       | І | В | Н | П | ГЗ | ГП | РГ  | О | Кваліфікація |
| --- | ------------- | - | - | - | - | -- | -- | --- | - | ------------ |
| 1   | Австралія     | 3 | 3 | 0 | 0 | 47 | 13 | +34 | 6 | Чвертьфінали |
| 2   | Нова Зеландія | 3 | 2 | 0 | 1 | 29 | 30 | −1  | 4 | Плей-оф      |
| 3   | Казахстан     | 3 | 1 | 0 | 2 | 27 | 40 | −13 | 2 | Плей-оф      |
| 4   | Бразилія      | 3 | 0 | 0 | 3 | 19 | 39 | −20 | 0 |              |

| 20 червня 2022 18:00 | протокол | Нова Зеландія                            | 12 – 8 | Бразилія | Шопронський басейн Ловер, Шопрон Арбітр: Раду Матаке (РУМ), Агустін Пінскі (АРГ) |
| 20 червня 2022 18:00 | протокол | Рахунок за періодами: 3–3, 5–2, 3–3, 1–0 |        |          | Шопронський басейн Ловер, Шопрон Арбітр: Раду Матаке (РУМ), Агустін Пінскі (АРГ) |
| 20 червня 2022 18:00 | протокол | Макдавелл 4                              | Голів  | Ліан 3   | Шопронський басейн Ловер, Шопрон Арбітр: Раду Матаке (РУМ), Агустін Пінскі (АРГ) |

| 20 червня 2022 19:30 | протокол | Казахстан                                | 6 – 19 | Австралія  | Шопронський басейн Ловер, Шопрон Арбітр: Дьордь Кун (УГО), Тісато Куросакі (ЯПО) |
| 20 червня 2022 19:30 | протокол | Рахунок за періодами: 1–6, 1–9, 3–3, 1–1 |        |            | Шопронський басейн Ловер, Шопрон Арбітр: Дьордь Кун (УГО), Тісато Куросакі (ЯПО) |
| 20 червня 2022 19:30 | протокол | Єрьоміна 3                               | Голів  | Арансіні 5 | Шопронський басейн Ловер, Шопрон Арбітр: Дьордь Кун (УГО), Тісато Куросакі (ЯПО) |

| 22 червня 2022 18:00 | протокол | Австралія                                | 11 – 2 | Нова Зеландія         | Шопронський басейн Ловер, Шопрон Арбітр: Асумі Цудзакі (ЯПО), Агустін Пінскі (АРГ) |
| 22 червня 2022 18:00 | протокол | Рахунок за періодами: 3–1, 4–1, 3–0, 1–0 |        |                       | Шопронський басейн Ловер, Шопрон Арбітр: Асумі Цудзакі (ЯПО), Агустін Пінскі (АРГ) |
| 22 червня 2022 18:00 | протокол | Гелліґен 3                               | Голів  | Макдавелл, Ніколсон 1 | Шопронський басейн Ловер, Шопрон Арбітр: Асумі Цудзакі (ЯПО), Агустін Пінскі (АРГ) |

| 22 червня 2022 19:30 | протокол | Бразилія                                 | 6 – 10 | Казахстан          | Шопронський басейн Ловер, Шопрон Арбітр: Раду Матаке (РУМ), Георгіос Ставрідіс (ГРЕ) |
| 22 червня 2022 19:30 | протокол | Рахунок за періодами: 2–3, 2–2, 1–1, 1–4 |        |                    | Шопронський басейн Ловер, Шопрон Арбітр: Раду Матаке (РУМ), Георгіос Ставрідіс (ГРЕ) |
| 22 червня 2022 19:30 | протокол | Котіньйо 2                               | Голів  | Турова, Єрьоміна 3 | Шопронський басейн Ловер, Шопрон Арбітр: Раду Матаке (РУМ), Георгіос Ставрідіс (ГРЕ) |

| 24 червня 2022 18:00 | протокол | Бразилія                                 | 5 – 17 | Австралія  | Шопронський басейн Ловер, Шопрон Арбітр: Дьордь Кун (УГО), Асумі Цудзакі (ЯПО) |
| 24 червня 2022 18:00 | протокол | Рахунок за періодами: 1–5, 0–4, 1–5, 3–3 |        |            | Шопронський басейн Ловер, Шопрон Арбітр: Дьордь Кун (УГО), Асумі Цудзакі (ЯПО) |
| 24 червня 2022 18:00 | протокол | Белоріу 2                                | Голів  | Гелліґен 5 | Шопронський басейн Ловер, Шопрон Арбітр: Дьордь Кун (УГО), Асумі Цудзакі (ЯПО) |

| 24 червня 2022 19:30 | протокол | Казахстан                                | 11 – 15 | Нова Зеландія | Шопронський басейн Ловер, Шопрон Арбітр: Маро Савинович (ХОР), Агустін Пінскі (АРГ) |
| 24 червня 2022 19:30 | протокол | Рахунок за періодами: 3–4, 5–2, 2–5, 1–4 |         |               | Шопронський басейн Ловер, Шопрон Арбітр: Маро Савинович (ХОР), Агустін Пінскі (АРГ) |
| 24 червня 2022 19:30 | протокол | Муравйова 3                              | Голів   | Джозефсон 4   | Шопронський басейн Ловер, Шопрон Арбітр: Маро Савинович (ХОР), Агустін Пінскі (АРГ) |

### Група D
| Поз | Команда | І | В | Н | П | ГЗ | ГП | РГ  | О | Кваліфікація |
| --- | ------- | - | - | - | - | -- | -- | --- | - | ------------ |
| 1   | Греція  | 3 | 2 | 1 | 0 | 53 | 15 | +38 | 5 | Чвертьфінали |
| 2   | Іспанія | 3 | 2 | 1 | 0 | 58 | 20 | +38 | 5 | Плей-оф      |
| 3   | Франція | 3 | 1 | 0 | 2 | 36 | 41 | −5  | 2 | Плей-оф      |
| 4   | Таїланд | 3 | 0 | 0 | 3 | 11 | 82 | −71 | 0 |              |

1. 1 2  Іспанія - Греція 10–10

| 20 червня 2022 18:00 | протокол | Греція                                   | 28 – 1 | Таїланд     | Сегедський басейн Тісавіраг, Сегед Арбітр: Елен Пеншо (КАН), Фабіо Тоффолі (БРА) |
| 20 червня 2022 18:00 | протокол | Рахунок за періодами: 7–0, 9–0, 5–0, 7–1 |        |             | Сегедський басейн Тісавіраг, Сегед Арбітр: Елен Пеншо (КАН), Фабіо Тоффолі (БРА) |
| 20 червня 2022 18:00 | протокол | Ксенакі 5                                | Голів  | Пуанґтонґ 1 | Сегедський басейн Тісавіраг, Сегед Арбітр: Елен Пеншо (КАН), Фабіо Тоффолі (БРА) |

| 20 червня 2022 19:30 | протокол | Франція                                  | 8 – 18 | Іспанія | Сегедський басейн Тісавіраг, Сегед Арбітр: Леван Берішвілі (ГРУ), Раффаеле Коломбо (ІТА) |
| 20 червня 2022 19:30 | протокол | Рахунок за періодами: 1–4, 3–3, 2–5, 2–6 |        |         | Сегедський басейн Тісавіраг, Сегед Арбітр: Леван Берішвілі (ГРУ), Раффаеле Коломбо (ІТА) |
| 20 червня 2022 19:30 | протокол | Верно 4                                  | Голів  | Форка 5 | Сегедський басейн Тісавіраг, Сегед Арбітр: Леван Берішвілі (ГРУ), Раффаеле Коломбо (ІТА) |

| 22 червня 2022 18:00 | протокол | Іспанія                                  | 10 – 10 | Греція                     | Сегедський басейн Тісавіраг, Сегед Арбітр: Леван Берішвілі (ГРУ), Веселин Мішкович (ЧОР) |
| 22 червня 2022 18:00 | протокол | Рахунок за періодами: 2–3, 4–3, 2–2, 2–2 |         |                            | Сегедський басейн Тісавіраг, Сегед Арбітр: Леван Берішвілі (ГРУ), Веселин Мішкович (ЧОР) |
| 22 червня 2022 18:00 | протокол | Руїс 4                                   | Голів   | Е. Плевріту, В. Плевріту 3 | Сегедський басейн Тісавіраг, Сегед Арбітр: Леван Берішвілі (ГРУ), Веселин Мішкович (ЧОР) |

| 22 червня 2022 19:30 | протокол | Таїланд                                  | 8 – 24 | Франція | Сегедський басейн Тісавіраг, Сегед Арбітр: Hélène Painchaud (КАН), Фабіо Тоффолі (БРА) |
| 22 червня 2022 19:30 | протокол | Рахунок за періодами: 2–6, 2–7, 0–7, 4–4 |        |         | Сегедський басейн Тісавіраг, Сегед Арбітр: Hélène Painchaud (КАН), Фабіо Тоффолі (БРА) |
| 22 червня 2022 19:30 | протокол | Пуанґтонґ 4                              | Голів  | Ґіє 6   | Сегедський басейн Тісавіраг, Сегед Арбітр: Hélène Painchaud (КАН), Фабіо Тоффолі (БРА) |

| 24 червня 2022 18:00 | протокол | Таїланд                                   | 2 – 30 | Іспанія | Сегедський басейн Тісавіраг, Сегед Арбітр: Фабіо Тоффолі (БРА), Веселин Мішкович (ЧОР) |
| 24 червня 2022 18:00 | протокол | Рахунок за періодами: 0–5, 0–7, 2–11, 0–7 |        |         | Сегедський басейн Тісавіраг, Сегед Арбітр: Фабіо Тоффолі (БРА), Веселин Мішкович (ЧОР) |
| 24 червня 2022 18:00 | протокол | Пуанґтонґ 2                               | Голів  | Форка 7 | Сегедський басейн Тісавіраг, Сегед Арбітр: Фабіо Тоффолі (БРА), Веселин Мішкович (ЧОР) |

| 24 червня 2022 19:30 | протокол | Франція                                  | 4 – 15 | Греція          | Сегедський басейн Тісавіраг, Сегед Арбітр: Hélène Painchaud (КАН), Раффаеле Коломбо (ІТА) |
| 24 червня 2022 19:30 | протокол | Рахунок за періодами: 1–4, 1–4, 1–3, 1–4 |        |                 | Сегедський басейн Тісавіраг, Сегед Арбітр: Hélène Painchaud (КАН), Раффаеле Коломбо (ІТА) |
| 24 червня 2022 19:30 | протокол | Булукбахі 2                              | Голів  | троє гравчинь 3 | Сегедський басейн Тісавіраг, Сегед Арбітр: Hélène Painchaud (КАН), Раффаеле Коломбо (ІТА) |

## Ігри на вибування

### Сітка
Чемпіонська сітка
|  | Плей-оф       | Плей-оф    |            |    | Чвертьфінали | Чвертьфінали |   |  | Півфінали | Півфінали |  |  | Фінал | Фінал |
|  |               |            |            |    |              |              |   |  |           |           |  |  |       |       |
|  |               |            |            |    |              |              |   |  |           |           |  |  |       |       |
|  |               |            |            |    |              |              |   |  |           |           |  |  |       |       |
|  |               |            |            |    |              |              |   |  |           |           |  |  |       |       |
|  | 28 червня     |            |            |    |              |              |   |  |           |           |  |  |       |       |
|  |               |            |            |    |              |              |   |  |           |           |  |  |       |       |
|  | Італія        | 17         |            |    |              |              |   |  |           |           |  |  |       |       |
|  | Італія        | 17         | 26 червня  |    |              |              |   |  |           |           |  |  |       |       |
|  |               |            | Франція    | 7  |              |              |   |  |           |           |  |  |       |       |
|  | Нова Зеландія | 9 (4)      | Франція    | 7  |              |              |   |  |           |           |  |  |       |       |
|  | Нова Зеландія | 9 (4)      | 30 червня  |    |              |              |   |  |           |           |  |  |       |       |
|  | Франція (PSO) | 9 (5)      |            |    |              |              |   |  |           |           |  |  |       |       |
|  | Франція (PSO) | 9 (5)      | Італія     | 6  |              |              |   |  |           |           |  |  |       |       |
|  |               |            | Італія     | 6  |              |              |   |  |           |           |  |  |       |       |
|  |               | США        | 14         |    |              |              |   |  |           |           |  |  |       |       |
|  |               | США        | 14         |    |              |              |   |  |           |           |  |  |       |       |
|  | 28 червня     |            |            |    |              |              |   |  |           |           |  |  |       |       |
|  |               |            |            |    |              |              |   |  |           |           |  |  |       |       |
|  | США           | 13         |            |    |              |              |   |  |           |           |  |  |       |       |
|  | США           | 13         | 26 червня  |    |              |              |   |  |           |           |  |  |       |       |
|  |               |            | Іспанія    | 8  |              |              |   |  |           |           |  |  |       |       |
|  | Казахстан     | 1          | Іспанія    | 8  |              |              |   |  |           |           |  |  |       |       |
|  | Казахстан     | 1          | 2 липня    |    |              |              |   |  |           |           |  |  |       |       |
|  | Іспанія       | 14         |            |    |              |              |   |  |           |           |  |  |       |       |
|  | Іспанія       | 14         | США        | 9  |              |              |   |  |           |           |  |  |       |       |
|  |               |            | США        | 9  |              |              |   |  |           |           |  |  |       |       |
|  |               | Угорщина   | 7          |    |              |              |   |  |           |           |  |  |       |       |
|  |               | Угорщина   | 7          |    |              |              |   |  |           |           |  |  |       |       |
|  | 28 червня     |            |            |    |              |              |   |  |           |           |  |  |       |       |
|  |               |            |            |    |              |              |   |  |           |           |  |  |       |       |
|  | Австралія     | 6          |            |    |              |              |   |  |           |           |  |  |       |       |
|  | Австралія     | 6          | 26 червня  |    |              |              |   |  |           |           |  |  |       |       |
|  |               |            | Угорщина   | 7  |              |              |   |  |           |           |  |  |       |       |
|  | Угорщина      | 23         | Угорщина   | 7  |              |              |   |  |           |           |  |  |       |       |
|  | Угорщина      | 23         | 30 червня  |    |              |              |   |  |           |           |  |  |       |       |
|  | Аргентина     | 6          |            |    |              |              |   |  |           |           |  |  |       |       |
|  | Аргентина     | 6          | Угорщина   | 13 |              |              |   |  |           |           |  |  |       |       |
|  |               |            | Угорщина   | 13 |              |              |   |  |           |           |  |  |       |       |
|  |               | Нідерланди | 12         |    | Фінал        | Фінал        |   |  |           |           |  |  |       |       |
|  |               | Нідерланди | 12         |    | Фінал        | Фінал        |   |  |           |           |  |  |       |       |
|  | 28 червня     | 28 червня  |            |    | 2 липня      | 2 липня      |   |  |           |           |  |  |       |       |
|  | 28 червня     | 28 червня  |            |    | 2 липня      | 2 липня      |   |  |           |           |  |  |       |       |
|  | Греція        | 7          | Італія     | 5  |              |              |   |  |           |           |  |  |       |       |
|  | Греція        | 7          | Італія     | 5  | 26 червня    |              |   |  |           |           |  |  |       |       |
|  |               |            | Нідерланди | 12 |              | Нідерланди   | 7 |  |           |           |  |  |       |       |
|  | Канада        | 7          | Нідерланди | 12 |              | Нідерланди   | 7 |  |           |           |  |  |       |       |
|  | Канада        | 7          |            |    |              |              |   |  |           |           |  |  |       |       |
|  | Нідерланди    | 10         |            |    |              |              |   |  |           |           |  |  |       |       |
|  | Нідерланди    | 10         |            |    |              |              |   |  |           |           |  |  |       |       |

Сітка за 5-те місце
|  | Півфінали за 5–8-ме місця | Півфінали за 5–8-ме місця |                     |        | Матч за п'яте місце | Матч за п'яте місце |
|  |                           |                           |                     |        |                     |                     |
|  | 30 червня                 |                           |                     |        |                     |                     |
|  |                           |                           |                     |        |                     |                     |
|  | Франція                   | 5                         |                     |        |                     |                     |
|  | Франція                   | 5                         | 2 липня             |        |                     |                     |
|  | Іспанія                   | 18                        |                     |        |                     |                     |
|  | Іспанія                   | 18                        | Іспанія             | 8      |                     |                     |
|  | 30 червня                 |                           | Іспанія             | 8      |                     |                     |
|  |                           | Австралія                 | 5                   |        |                     |                     |
|  | Австралія (PSO)           | Австралія                 | 5                   | 12 (4) |                     |                     |
|  | Австралія (PSO)           |                           |                     | 12 (4) |                     |                     |
|  | Греція                    | 12 (2)                    |                     |        |                     |                     |
|  | Греція                    | 12 (2)                    | Матч за сьоме місце |        |                     |                     |
|  |                           |                           |                     |        |                     |                     |
|  | 2 липня                   |                           |                     |        |                     |                     |
|  |                           |                           |                     |        |                     |                     |
|  | Франція                   | 7                         |                     |        |                     |                     |
|  | Франція                   | 7                         |                     |        |                     |                     |
|  | Греція                    | 16                        |                     |        |                     |                     |

Сітка за 9-те місце
|  | Півфінали за 9–12-те місця | Півфінали за 9–12-те місця |                          |    | Матч за дев'яте місце | Матч за дев'яте місце |
|  |                            |                            |                          |    |                       |                       |
|  | 28 червня                  |                            |                          |    |                       |                       |
|  |                            |                            |                          |    |                       |                       |
|  | Аргентина                  | 7                          |                          |    |                       |                       |
|  | Аргентина                  | 7                          | 30 червня                |    |                       |                       |
|  | Нова Зеландія              | 13                         |                          |    |                       |                       |
|  | Нова Зеландія              | 13                         | Нова Зеландія            | 11 |                       |                       |
|  | 28 червня                  |                            | Нова Зеландія            | 11 |                       |                       |
|  |                            | Канада                     | 20                       |    |                       |                       |
|  | Казахстан                  | Канада                     | 20                       | 11 |                       |                       |
|  | Казахстан                  |                            |                          | 11 |                       |                       |
|  | Канада                     | 19                         |                          |    |                       |                       |
|  | Канада                     | 19                         | Матч за одинадцяте місце |    |                       |                       |
|  |                            |                            |                          |    |                       |                       |
|  | 30 червня                  |                            |                          |    |                       |                       |
|  |                            |                            |                          |    |                       |                       |
|  | Аргентина                  | 6                          |                          |    |                       |                       |
|  | Аргентина                  | 6                          |                          |    |                       |                       |
|  | Казахстан                  | 12                         |                          |    |                       |                       |

Сітка за 13-те місце
|  | Півфінали за 13–16-те місця | Півфінали за 13–16-те місця |                     |    | Матч за 13-те місце | Матч за 13-те місце |
|  |                             |                             |                     |    |                     |                     |
|  | 26 червня                   |                             |                     |    |                     |                     |
|  |                             |                             |                     |    |                     |                     |
|  | Колумбія                    | 11                          |                     |    |                     |                     |
|  | Колумбія                    | 11                          | 28 червня           |    |                     |                     |
|  | ПАР                         | 14                          |                     |    |                     |                     |
|  | ПАР                         | 14                          | ПАР                 | 8  |                     |                     |
|  | 26 червня                   |                             | ПАР                 | 8  |                     |                     |
|  |                             | Бразилія                    | 7                   |    |                     |                     |
|  | Бразилія                    | Бразилія                    | 7                   | 12 |                     |                     |
|  | Бразилія                    |                             |                     | 12 |                     |                     |
|  | Таїланд                     | 9                           |                     |    |                     |                     |
|  | Таїланд                     | 9                           | Матч за 15-те місце |    |                     |                     |
|  |                             |                             |                     |    |                     |                     |
|  | 28 червня                   |                             |                     |    |                     |                     |
|  |                             |                             |                     |    |                     |                     |
|  | Колумбія                    | 6                           |                     |    |                     |                     |
|  | Колумбія                    | 6                           |                     |    |                     |                     |
|  | Таїланд                     | 10                          |                     |    |                     |                     |

### Плей-оф
| 26 червня 2022 14:00 | протокол | Канада                                   | 7 – 10 | Нідерланди      | Національний плавальний басейн імені Альфреда Хайоша, Будапешт Арбітр: Раффаеле Коломбо (ІТА), Давід Гомес (ІСП) |
| 26 червня 2022 14:00 | протокол | Рахунок за періодами: 2–1, 1–2, 2–6, 2–1 |        |                 | Національний плавальний басейн імені Альфреда Хайоша, Будапешт Арбітр: Раффаеле Коломбо (ІТА), Давід Гомес (ІСП) |
| 26 червня 2022 14:00 | протокол | семеро гравчинь 1                        | Голів  | троє гравчинь 2 | Національний плавальний басейн імені Альфреда Хайоша, Будапешт Арбітр: Раффаеле Коломбо (ІТА), Давід Гомес (ІСП) |

| 26 червня 2022 15:30 | протокол | Нова Зеландія                                          | 13 – 14 | Франція   | Національний плавальний басейн імені Альфреда Хайоша, Будапешт Арбітр: Георгіос Ставрідіс (ГРЕ), Аділ Аймбетов (КАЗ) |
| 26 червня 2022 15:30 | протокол | Рахунок за періодами: 2–1, 3–3, 2–3, 2–2 Пенальті: 4–5 |         |           | Національний плавальний басейн імені Альфреда Хайоша, Будапешт Арбітр: Георгіос Ставрідіс (ГРЕ), Аділ Аймбетов (КАЗ) |
| 26 червня 2022 15:30 | протокол | Макдавелл 5                                            | Голів   | Даллюан 4 | Національний плавальний басейн імені Альфреда Хайоша, Будапешт Арбітр: Георгіос Ставрідіс (ГРЕ), Аділ Аймбетов (КАЗ) |

| 26 червня 2022 17:00 | протокол | Казахстан                                | 1 – 14 | Іспанія | Національний плавальний басейн імені Альфреда Хайоша, Будапешт Арбітр: Елен Пеншо (КАН), Гарві Гіндс (КЮР) |
| 26 червня 2022 17:00 | протокол | Рахунок за періодами: 0–4, 1–2, 0–7, 0–1 |        |         | Національний плавальний басейн імені Альфреда Хайоша, Будапешт Арбітр: Елен Пеншо (КАН), Гарві Гіндс (КЮР) |
| 26 червня 2022 17:00 | протокол | Турова 1                                 | Голів  | Ортіс 4 | Національний плавальний басейн імені Альфреда Хайоша, Будапешт Арбітр: Елен Пеншо (КАН), Гарві Гіндс (КЮР) |

| 26 червня 2022 18:30 | протокол | Угорщина                                 | 23 – 6 | Аргентина | Національний плавальний басейн імені Альфреда Хайоша, Будапешт Арбітр: Діон Вілліс (ПАР), Маро Савинович (ХОР) |
| 26 червня 2022 18:30 | протокол | Рахунок за періодами: 4–0, 7–2, 6–3, 6–1 |        |           | Національний плавальний басейн імені Альфреда Хайоша, Будапешт Арбітр: Діон Вілліс (ПАР), Маро Савинович (ХОР) |

### Чвертьфінали
| 28 червня 2022 13:00 | протокол | Італія                                   | 17 – 7 | Франція | Національний плавальний басейн імені Альфреда Хайоша, Будапешт Арбітр: Елен Пеншо (КАН), Маро Савинович (ХОР) |
| 28 червня 2022 13:00 | протокол | Рахунок за періодами: 3–2, 4–1, 6–1, 4–3 |        |         | Національний плавальний басейн імені Альфреда Хайоша, Будапешт Арбітр: Елен Пеншо (КАН), Маро Савинович (ХОР) |
| 28 червня 2022 13:00 | протокол | Джустіні 6                               | Голів  | Ґіє 4   | Національний плавальний басейн імені Альфреда Хайоша, Будапешт Арбітр: Елен Пеншо (КАН), Маро Савинович (ХОР) |

| 28 червня 2022 16:00 | протокол | США                                      | 13 – 8 | Іспанія         | Національний плавальний басейн імені Альфреда Хайоша, Будапешт Арбітр: Георгіос Ставрідіс (ГРЕ), Франк Оме (НІМ) |
| 28 червня 2022 16:00 | протокол | Рахунок за періодами: 3–3, 3–2, 5–3, 2–0 |        |                 | Національний плавальний басейн імені Альфреда Хайоша, Будапешт Арбітр: Георгіос Ставрідіс (ГРЕ), Франк Оме (НІМ) |
| 28 червня 2022 16:00 | протокол | Гаралабідіс 6                            | Голів  | Форка, Гарсія 2 | Національний плавальний басейн імені Альфреда Хайоша, Будапешт Арбітр: Георгіос Ставрідіс (ГРЕ), Франк Оме (НІМ) |

| 28 червня 2022 19:30 | протокол | Греція                                   | 7 – 12 | Нідерланди  | Національний плавальний басейн імені Альфреда Хайоша, Будапешт Арбітр: Давід Гомес (ІСП), Борис Магрета (СЛО) |
| 28 червня 2022 19:30 | протокол | Рахунок за періодами: 1–3, 2–3, 3–3, 1–3 |        |             | Національний плавальний басейн імені Альфреда Хайоша, Будапешт Арбітр: Давід Гомес (ІСП), Борис Магрета (СЛО) |
| 28 червня 2022 19:30 | протокол | Патра, Е. Плевріту 2                     | Голів  | Молуейзен 4 | Національний плавальний басейн імені Альфреда Хайоша, Будапешт Арбітр: Давід Гомес (ІСП), Борис Магрета (СЛО) |

| 28 червня 2022 21:00 | протокол | Австралія                                | 6 – 7 | Угорщина   | Національний плавальний басейн імені Альфреда Хайоша, Будапешт Арбітр: Майкл Ґолденберґ (США), Раффаеле Коломбо (ІТА) |
| 28 червня 2022 21:00 | протокол | Рахунок за періодами: 3–2, 0–1, 0–2, 3–2 |       |            | Національний плавальний басейн імені Альфреда Хайоша, Будапешт Арбітр: Майкл Ґолденберґ (США), Раффаеле Коломбо (ІТА) |
| 28 червня 2022 21:00 | протокол | Гелліґен 3                               | Голів | Кестельї 3 | Національний плавальний басейн імені Альфреда Хайоша, Будапешт Арбітр: Майкл Ґолденберґ (США), Раффаеле Коломбо (ІТА) |

### Півфінали за 13–16-те місця
| 26 червня 2022 17:00 | протокол | Колумбія                                 | 11 – 14 | ПАР       | Сегедський басейн Тісавіраг, Сегед Арбітр: Асумі Цудзакі (ЯПО), Паскаль Буше (ФРА) |
| 26 червня 2022 17:00 | протокол | Рахунок за періодами: 3–4, 3–5, 3–3, 2–2 |         |           | Сегедський басейн Тісавіраг, Сегед Арбітр: Асумі Цудзакі (ЯПО), Паскаль Буше (ФРА) |
| 26 червня 2022 17:00 | протокол | Марін, Ванегас 3                         | Голів   | Маклеод 4 | Сегедський басейн Тісавіраг, Сегед Арбітр: Асумі Цудзакі (ЯПО), Паскаль Буше (ФРА) |

| 26 червня 2022 18:30 | протокол | Бразилія                                 | 12 – 9 | Таїланд            | Сегедський басейн Тісавіраг, Сегед Арбітр: Меґан Перрі (НЗЛ), Анбар Анбар (КУВ) |
| 26 червня 2022 18:30 | протокол | Рахунок за періодами: 4–1, 4–1, 3–3, 1–4 |        |                    | Сегедський басейн Тісавіраг, Сегед Арбітр: Меґан Перрі (НЗЛ), Анбар Анбар (КУВ) |
| 26 червня 2022 18:30 | протокол | Феррейра 6                               | Голів  | Пуанґтонґ, Турон 4 | Сегедський басейн Тісавіраг, Сегед Арбітр: Меґан Перрі (НЗЛ), Анбар Анбар (КУВ) |

### Півфінали за 9–12-те місця
| 28 червня 2022 17:00 | протокол | Аргентина                                | 7 – 13 | Нова Зеландія      | Сегедський басейн Тісавіраг, Сегед Арбітр: Леван Берішвілі (ГРУ), Раду Матаке (РУМ) |
| 28 червня 2022 17:00 | протокол | Рахунок за періодами: 3–3, 2–4, 1–4, 1–2 |        |                    | Сегедський басейн Тісавіраг, Сегед Арбітр: Леван Берішвілі (ГРУ), Раду Матаке (РУМ) |
| 28 червня 2022 17:00 | протокол | Руїс 3                                   | Голів  | п'ятеро гравчинь 2 | Сегедський басейн Тісавіраг, Сегед Арбітр: Леван Берішвілі (ГРУ), Раду Матаке (РУМ) |

| 28 червня 2022 18:30 | протокол | Канада                                   | 19 – 11 | Казахстан  | Сегедський басейн Тісавіраг, Сегед Арбітр: Іван Ракович (СРБ), Фабіо Тоффолі (БРА) |
| 28 червня 2022 18:30 | протокол | Рахунок за періодами: 3–2, 6–3, 5–3, 5–3 |         |            | Сегедський басейн Тісавіраг, Сегед Арбітр: Іван Ракович (СРБ), Фабіо Тоффолі (БРА) |
| 28 червня 2022 18:30 | протокол | троє гравчинь 4                          | Голів   | Єрьоміна 3 | Сегедський басейн Тісавіраг, Сегед Арбітр: Іван Ракович (СРБ), Фабіо Тоффолі (БРА) |

### Півфінали за 5–8 місця
| 30 червня 2022 14:30 | протокол | Франція                                  | 5 – 18 | Іспанія            | Національний плавальний басейн імені Альфреда Хайоша, Будапешт Арбітр: Аділ Аймбетов (КАЗ), Діон Вілліс (ПАР) |
| 30 червня 2022 14:30 | протокол | Рахунок за періодами: 1–3, 2–3, 1–5, 1–7 |        |                    | Національний плавальний басейн імені Альфреда Хайоша, Будапешт Арбітр: Аділ Аймбетов (КАЗ), Діон Вілліс (ПАР) |
| 30 червня 2022 14:30 | протокол | п'ятеро гравчинь 1                       | Голів  | четверо гравчинь 3 | Національний плавальний басейн імені Альфреда Хайоша, Будапешт Арбітр: Аділ Аймбетов (КАЗ), Діон Вілліс (ПАР) |

| 30 червня 2022 19:30 | протокол | Австралія                                              | 16 – 14 | Греція    | Національний плавальний басейн імені Альфреда Хайоша, Будапешт Арбітр: Раффаеле Коломбо (ІТА), Дьордь Кун (УГО) |
| 30 червня 2022 19:30 | протокол | Рахунок за періодами: 2–2, 4–2, 4–4, 2–4 Пенальті: 4–2 |         |           | Національний плавальний басейн імені Альфреда Хайоша, Будапешт Арбітр: Раффаеле Коломбо (ІТА), Дьордь Кун (УГО) |
| 30 червня 2022 19:30 | протокол | Лісон-Сміт, Рідж 3                                     | Голів   | Ксенакі 4 | Національний плавальний басейн імені Альфреда Хайоша, Будапешт Арбітр: Раффаеле Коломбо (ІТА), Дьордь Кун (УГО) |

### Півфінали
| 30 червня 2022 16:00 | протокол | Італія                                   | 6 – 14 | США                | Національний плавальний басейн імені Альфреда Хайоша, Будапешт Арбітр: Георгіос Ставрідіс (ГРЕ), Давід Гомес (ІСП) |
| 30 червня 2022 16:00 | протокол | Рахунок за періодами: 0–3, 2–3, 1–4, 3–4 |        |                    | Національний плавальний басейн імені Альфреда Хайоша, Будапешт Арбітр: Георгіос Ставрідіс (ГРЕ), Давід Гомес (ІСП) |
| 30 червня 2022 16:00 | протокол | Авеньйо, Б'янконі 2                      | Голів  | п'ятеро гравчинь 2 | Національний плавальний басейн імені Альфреда Хайоша, Будапешт Арбітр: Георгіос Ставрідіс (ГРЕ), Давід Гомес (ІСП) |

| 30 червня 2022 21:00 | протокол | Угорщина                                 | 13 – 12 | Нідерланди     | Національний плавальний басейн імені Альфреда Хайоша, Будапешт Арбітр: Маро Савинович (ХОР), Франк Оме (НІМ) |
| 30 червня 2022 21:00 | протокол | Рахунок за періодами: 2–3, 4–3, 5–4, 2–2 |         |                | Національний плавальний басейн імені Альфреда Хайоша, Будапешт Арбітр: Маро Савинович (ХОР), Франк Оме (НІМ) |
| 30 червня 2022 21:00 | протокол | Лейметер 4                               | Голів   | Ван де Кратс 5 | Національний плавальний басейн імені Альфреда Хайоша, Будапешт Арбітр: Маро Савинович (ХОР), Франк Оме (НІМ) |

### Матч за 15-те місце
| 28 червня 2022 14:00 | протокол | Колумбія                                 | 6 – 10 | Таїланд          | Сегедський басейн Тісавіраг, Сегед Арбітр: Асумі Цудзакі (ЯПО), Агустін Пінскі (АРГ) |
| 28 червня 2022 14:00 | протокол | Рахунок за періодами: 2–2, 2–1, 2–2, 0–5 |        |                  | Сегедський басейн Тісавіраг, Сегед Арбітр: Асумі Цудзакі (ЯПО), Агустін Пінскі (АРГ) |
| 28 червня 2022 14:00 | протокол | Рестрепо 5                               | Голів  | Пуенгпонгсакул 3 | Сегедський басейн Тісавіраг, Сегед Арбітр: Асумі Цудзакі (ЯПО), Агустін Пінскі (АРГ) |

### Матч за 13-те місце
| 28 червня 2022 15:30 | протокол | ПАР                                      | 8 – 7 | Бразилія   | Сегедський басейн Тісавіраг, Сегед Арбітр: Меґан Перрі (НЗЛ), Веселин Мішкович (ЧОР) |
| 28 червня 2022 15:30 | протокол | Рахунок за періодами: 2–2, 3–3, 0–1, 3–1 |       |            | Сегедський басейн Тісавіраг, Сегед Арбітр: Меґан Перрі (НЗЛ), Веселин Мішкович (ЧОР) |
| 28 червня 2022 15:30 | протокол | Януарі 2                                 | Голів | Котіньйо 3 | Сегедський басейн Тісавіраг, Сегед Арбітр: Меґан Перрі (НЗЛ), Веселин Мішкович (ЧОР) |

### Матч за одинадцяте місце
| 30 червня 2022 17:00 | протокол | Аргентина                                | 6 – 12 | Казахстан | Сегедський басейн Тісавіраг, Сегед Арбітр: Леван Берішвілі (ГРУ), Едгар Барон (КОЛ) |
| 30 червня 2022 17:00 | протокол | Рахунок за періодами: 2–4, 1–3, 1–3, 2–2 |        |           | Сегедський басейн Тісавіраг, Сегед Арбітр: Леван Берішвілі (ГРУ), Едгар Барон (КОЛ) |
| 30 червня 2022 17:00 | протокол | Леонард 3                                | Голів  | Рога 5    | Сегедський басейн Тісавіраг, Сегед Арбітр: Леван Берішвілі (ГРУ), Едгар Барон (КОЛ) |

### Матч за дев'яте місце
| 30 червня 2022 18:30 | протокол | Нова Зеландія                            | 11 – 20 | Канада    | Сегедський басейн Тісавіраг, Сегед Арбітр: Паскаль Буше (ФРА), Веселин Мішкович (ЧОР) |
| 30 червня 2022 18:30 | протокол | Рахунок за періодами: 1–4, 1–5, 5–6, 4–5 |         |           | Сегедський басейн Тісавіраг, Сегед Арбітр: Паскаль Буше (ФРА), Веселин Мішкович (ЧОР) |
| 30 червня 2022 18:30 | протокол | Гатон 6                                  | Голів   | Лекнесс 4 | Сегедський басейн Тісавіраг, Сегед Арбітр: Паскаль Буше (ФРА), Веселин Мішкович (ЧОР) |

### Матч за сьоме місце
| 2 липня 2022 13:00 | протокол | Франція                                  | 7 – 16 | Греція            | Національний плавальний басейн імені Альфреда Хайоша, Будапешт Арбітр: Веселин Мішкович (ЧОР), Діон Вілліс (ПАР) |
| 2 липня 2022 13:00 | протокол | Рахунок за періодами: 2–5, 1–3, 2–5, 2–3 |        |                   | Національний плавальний басейн імені Альфреда Хайоша, Будапешт Арбітр: Веселин Мішкович (ЧОР), Діон Вілліс (ПАР) |
| 2 липня 2022 13:00 | протокол | Мілльо 3                                 | Голів  | Міріокефалітакі 5 | Національний плавальний басейн імені Альфреда Хайоша, Будапешт Арбітр: Веселин Мішкович (ЧОР), Діон Вілліс (ПАР) |

### Матч за п'яте місце
| 2 липня 2022 17:00 | протокол | Іспанія                                  | 8 – 5 | Австралія          | Національний плавальний басейн імені Альфреда Хайоша, Будапешт Арбітр: Елен Пеншо (КАН), Іван Ракович (СРБ) |
| 2 липня 2022 17:00 | протокол | Рахунок за періодами: 2–0, 1–1, 3–1, 2–3 |       |                    | Національний плавальний басейн імені Альфреда Хайоша, Будапешт Арбітр: Елен Пеншо (КАН), Іван Ракович (СРБ) |
| 2 липня 2022 17:00 | протокол | троє гравчинь 2                          | Голів | п'ятеро гравчинь 1 | Національний плавальний басейн імені Альфреда Хайоша, Будапешт Арбітр: Елен Пеншо (КАН), Іван Ракович (СРБ) |

### Матч за третє місце
| 2 липня 2022 14:30 | протокол | Італія                                   | 5 – 7 | Нідерланди        | Національний плавальний басейн імені Альфреда Хайоша, Будапешт Арбітр: Маро Савинович (ХОР), Георгіос Ставрідіс (ГРЕ) |
| 2 липня 2022 14:30 | протокол | Рахунок за періодами: 2–1, 2–1, 0–2, 1–3 |       |                   | Національний плавальний басейн імені Альфреда Хайоша, Будапешт Арбітр: Маро Савинович (ХОР), Георгіос Ставрідіс (ГРЕ) |
| 2 липня 2022 14:30 | протокол | Джустіні, Марлетта 2                     | Голів | семеро гравчинь 1 | Національний плавальний басейн імені Альфреда Хайоша, Будапешт Арбітр: Маро Савинович (ХОР), Георгіос Ставрідіс (ГРЕ) |

### Фінал
| 2 липня 2022 20:00 | протокол | США                                      | 9 – 7 | Угорщина    | Національний плавальний басейн імені Альфреда Хайоша, Будапешт Арбітр: Борис Магрета (СЛО), Франк Оме (НІМ) |
| 2 липня 2022 20:00 | протокол | Рахунок за періодами: 2–1, 2–2, 3–1, 2–3 |       |             | Національний плавальний басейн імені Альфреда Хайоша, Будапешт Арбітр: Борис Магрета (СЛО), Франк Оме (НІМ) |
| 2 липня 2022 20:00 | протокол | Масселмен 5                              | Голів | Гурісатті 3 | Національний плавальний басейн імені Альфреда Хайоша, Будапешт Арбітр: Борис Магрета (СЛО), Франк Оме (НІМ) |

## Підсумкове положення
| Місце | Команда       |
| ----- | ------------- |
| 1     | США           |
| 2     | Угорщина      |
| 3     | Нідерланди    |
| 4     | Італія        |
| 5     | Іспанія       |
| 6     | Австралія     |
| 7     | Греція        |
| 8     | Франція       |
| 9     | Канада        |
| 10    | Нова Зеландія |
| 11    | Казахстан     |
| 12    | Аргентина     |
| 13    | ПАР           |
| 14    | Бразилія      |
| 15    | Таїланд       |
| 16    | Колумбія      |

## Нотатки
1. ↑  А що фіналісти світової ліги вже були кваліфікувалися через олімпійський рейтинг, то ці два місця дісталися учасникам Олімпійських ігор